# Эмоциональная логика капитализма
«Эмоциональная логика капитализма: что упустили прогрессисты» (англ. The Emotional Logic of Capitalism: What Progressives Have Missed) — книга исследователя политической экономии из Сиднейского университета Мартейна Конингса. Опубликована в издательстве Stanford University Press в 2015 году.
Книга является попыткой преодолеть тупики академической критической (левой) мысли о деньгах и капитализме, пересмотреть устоявшиеся взгляды на экономику. Автор критикует восходящие к работе Карла Поланьи «Великая трансформация» «нарратив разукоренения» и концепцию двойного движения, которые занимают неотъемлемое место в левой критике капитализма. Согласно этим концепциям, рыночная экономика приобретает внешний характер по отношению к обществу, автономизация свободного рынка провоцирует противодействие в виде государственного вмешательства в экономику. По Конингсу, капитализму внутренне присуща эмоциональная, или аффективная логика, которая включает в экономическую логику «отличительные свойства человеческого сообщества» — мораль, веру, власть и эмоции. Рассмотрев интеллектуальную историю американской прогрессивной мысли и историю экономической политики США в XX веке, Конингс сделал вывод, что критики капитализма не учитывали эмоциональное содержание экономики, её терапевтические, травмирующие, избавительные и теологические аспекты и потому не смогли объяснить подъём неолиберализма. Вопреки распространённым конструктивистским подходам, автор определил деньги в терминах прагматической семиотики Чарльза Сандерса Пирса, как иконический знак, обладающий перформативной властью в современном сетевом капитализме. Для построения своей концепции Конингс использовал различные философские, социологические, психологические и политэкономические источники, включая анализ капитализма Макса Вебера, модель «перформативной агентности» Джудит Батлер и акторно-сетевую теорию Бруно Латура.
Книга получила в целом положительные отзывы, рецензенты — социологи и антропологи — отметили её насыщенность концептуальным материалом, убедительность, ясность и чёткость изложения. В 2016 году работа получила премию Междисциплинарных гуманитарных исследований Института гуманитарных исследований университета штата Аризона.

## Контекст
Книга написана в контексте проблем и вопросов современной критической или прогрессивной (леволиберальной) мысли, которая не может в рамках своей парадигмы объяснить современную ситуацию: укрепление капитализма и возрастающее влияние неолиберализма в обществе при явных неудачах финансового капитализма; неспособность людей увидеть его катастрофические, с точки зрения левой мысли, последствия. Для Конингса представления прогрессивных критиков о плохом капитализме, который перемалывает все социальные отношения и оставляет массу атомизированных индивидов, не позволяют увидеть его механизмы, объяснить сильные эмоциональные и моральные привязанности к неолиберальному порядку.
Прогрессивные (леволиберальные) авторы, объясняя устойчивость капитализма, обычно использовали вариации трёх классических марксистских конструктов: ложное сознание (идеология), отчуждение и товарный фетишизм. В этом нарративе три явления понимались как симптомы разрушительных действий рыночных сил: люди пойманы в ловушку эмоционально пустого «здесь и сейчас», не могут выйти из полностью расколдованного мира с его одномерной инструментальностью, эмоциональной скукой и бездумным консьюмеризмом.
Как отмечает рецензент книги Майкл Кини, в многочисленных сетованиях критической социальной мысли по поводу негативных последствий неолиберализма не учитывалась притягательность неолиберализма для его жертв. Подход Конингса не противоречит постепенному отказу социальной критики от парадигмы «ложного сознания» — несостоятельность этого понимания, по оценке Кини, выявил ещё Луи Альтюссер (1970), поместивший идеологию в социальные практики. В дальнейшем концепт гегемонии Стюарта Холла (1985) увёл дискуссии ещё дальше от «ложного сознания». Работы XXI века рассматривали практики финансиализации как социально встроенные и обращались к психоанализу, чтобы объяснить привлекательность капитализма. Однако вне академического дискурса апелляция к ложному сознанию и порицание жертв остались широко распространёнными (пример — воззрения Хиллари Клинтон) . Книга Конингса представляет собой попытку предложить более глубокое объяснение, с помощью семиотики и социальной психологии и преодолеть тупики критической мысли.
Фрагменты книги ранее были опубликованы в статье «Деньги как икона» в журнале Theory & Event в 2011 году.

## Содержание
Книга состоит из двух разделов по четыре главы. Первая часть рассматривает деньги как иконический знак и критикует устоявшиеся представления об отчуждающей силе денег. Вторая часть посвящена интеллектуальной истории США. Анализ американской политической экономии представляет попытку объяснить наступление неолиберализма, который, по Конингсу, представляет загадку для большинства левых авторов.

## Полемика с парадигмой Поланьи
Книга начинается с резкой критики Карла Поланьи, чей нарратив «разукоренения» или «обособления» (англ. disembeddedness, disembedding), представленный в работе «Великая трансформация» (1944), объединил идеи марксистской и веберианской традиций. Его более или менее общепринятый в социальных науках взгляд подчёркивает растущее обособление экономической сферы в эпоху модерна. Согласно Поланьи, в процессе «разукоренения» безличные рыночные силы и акторы, движимые расчётливой и холодной рациональностью, осуществляют эрозию социального (общности в терминах Фердинанда Тённиса), разрушают социальные связи и устанавливают абстракции денежных отношений. Критики денег и капитализма, как правило, следовали Поланьи, рассматривая современную экономику как автономную область, концептуально и эмпирически внешнюю по отношению к социальным, политическим и этическим аспектам. К поланьевской традиции относятся и работы таких современных марксистских теоретиков, как Фредрик Джеймисон или Дэвид Харви, для которых экспансия капитализма состояла в выравнивании структуры социальной жизни и отождествлялась с коммодификацией и инструментальной рациональностью. Джеймисон в своём известном анализе провозгласил главными чертами «культурной логики позднего капитализма» «исчезновение аффекта» и появление «нового типа уплощённости или нехватки глубины». Для Харви проблема заключалась в «редукции всех явлений и всех культурных различий к общей товарной форме». Это направление критики, по Конингсу, представляет «готовый образец нарратива», «приятный сюжет» об обесчеловечивающем воздействии капитализма.
Особое внимание Конингс обратил на сформулированную Поланьи теорему о двойном движении (англ. double mouvement), которая занимает неотъемлемое место в традиции левой критики капитализма. Согласно этой теореме, капитализм порождает два противоречивых импульса: процесс разукоренения, или автономизации свободного рынка провоцирует противодействие в виде большего государственного регулирования или повторного встраивания (укоренённости) экономики в общество, и наоборот. Вариации этого тезиса можно увидеть как в общественном мнении («колебания маятника», «коррекции», «циклы»), так и в академическом дискурсе, особенно после заката марксизма. Согласно формуле двойного движения, маркетизация первична по сравнению с социальным противодействием, тезис Поланьи подчёркивает экстернализацию денег и общества. На протяжении всей книги Конингс оспаривает подход Поланьи: «отличительные свойства человеческого сообщества» — мораль, вера, власть и эмоции — интериоризируются в экономическую логику, которая не сводится к холодной и расчётливой «утилитарной логике денежных отношений». Конингс выдвинул следующий аргумент: рынки являются производительными не только в экономической области, но и в социальной, культурной и политической, производят не только отчуждение, но и коннективность. С точки зрения автора, на этот парадокс часто не обращали внимания, взаимосвязь процессов не учитывалась в полной мере ни марксистами, ни экономистами-неоклассиками.
По Конингсу, нарратив «разукоренения», поставив неверный диагноз, предопределил понимание связи между человеком и капитализмом и исключил любые возможности действия или вмешательства. «Внешняя» критика капитализма привела прогрессивную мысль на позиции социального реформизма (имплицитно основанного на снисходительном патернализме), к упованию на социальную защиту от разрушительного воздействия неконтролируемых рыночных сил.

## Первая часть: деньги как иконический знак
По мнению Конингса, теоретические представления о деньгах (особенно при капитализме) не выходят за рамки символического понимания денег как коллективной иллюзии, социального конструкта. Автор книги прежде всего критикует подход, восходящий к наблюдениям Маркса и включающий нарратив Поланьи. В этой традиции («критика идолов», по Конингсу) деньги рассматриваются как внешняя холодная сила, иллюзия и абстракция, лишённая всего человеческого; как фетиш, предмет страха и культового поклонения, сконструированный в процессе овеществления идол, который отрицает своё происхождение и заставляет людей зарабатывать, занимать, накапливать и тратить. Как отмечает Конингс, для поланьевской мысли деньги суть «вымысел, существующий только благодаря человеческой, слишком человеческой иррациональности». Подобные представления игнорируют необычайную фактичность денег и их семиотическую власть. Исследователь не соглашается и с альтернативными современными подходами (представленными, в частности, работами Вивианы Зелизер), согласно которым деньги всегда укоренены в специфических паттернах социальных отношений.
Как пишет рецензент книги, антрополог Эдвард Ф. Фишер, Конингс приходит к нескольким контринтуитивным выводам. Не давая строгих определений, Конингс постоянно возвращается к тезису, что смысл денег можно уловить лишь интуитивно. Деньги не сводятся к социальному отношению, не являются ни абстрактным символом, ни пустой универсалией. Автор выводит на первый план семиотический аспект власти денег, деньги — это «иконический знак» (в терминах семиотики Чарльза Сандерса Пирса), способный сообщать смысл и обозначение посредством самого себя. Как пишет рецензент книги Брайант Уильям Скулос, Конингс отдаёт предпочтение прагматической семиотике Пирса (а не более распространённой структуралистской семиотике, восходящей к работам Фердинанда де Соссюра), поскольку она позволяет чётко увидеть власть знака; хотя значение иконического знака остаётся произвольным, смысл денег таковым не является (в отличие от произвольного состояния в структуралистском объяснении).
Следуя акторно-сетевой теории Бруно Латура, Конингс определяет иконический знак как элемент сложной взаимосвязи знаков, которые наполняются смыслом с помощью и через актанты и сложные сетевые отношения, которые нельзя сразу увидеть, хотя знак не имеет внешнего трансцендентного значения. Иконические знаки являются узловыми точками сетей социальных действий, внутри и вокруг этих знаков формируются разнообразные практики и связи. Иконические знаки «порождаются в повседневной жизни и связаны с ней; они имманентны, хотя и производительны, встроены и одновременно автономны». Знаки имеют парадоксальную природу, поскольку, с одной стороны, производятся посредством метафор как абстрактные «сгустки», первоначально являясь метонимическими средствами; с другой стороны, занимают место моральных индикаторов в дискурсивном поле повседневных взаимодействий и передают (или переводят) символы и смыслы в различные социальные области. Успешные иконические знаки превращаются в самоочевидные сигналы, которые воздействуют на нервную систему и бессознательно узнаются «автономными областями мозга». Как следствие, знаки определяют бессознательные и инстинктивные действия в повседневной жизни. Иконические знаки обладают пластичностью, которая сохраняется в сетях любой сложности. Соединяя различные сети, иконические знаки являются обязательными точками перехода, их невозможно избежать. Они затрагивают все социальные действия и социальные роли, служат ориентирами человеческой жизни, «моральными светофорами» (по выражению комментатора Николаса Кирси).
Конингс намечает генеалогию иконических знаков, которые возникли в христианстве в противовес язычеству, как «мирская технология» абстрактной репрезентации бога. Субъект христианства не столько поклонялся истине, сколько приобщался к интуитивной, основанной на метафоре связи c неопределённым, неизмеримым и непознаваемым богом. Иконический знак метафорически соединял земное и божественное, являлся центральным элементом символической структуры, через которую распространялась власть Бога. Знак лежал в основе экономики, служил для упорядочивания вещей на земле. Если ранняя церковь различала ойкономию и хрематистику (делание денег ради денег), то протестантизм отверг хрематистику как идолопоклонство. В секулярной экономике Адама Смита порождающей силой стало экономическое действие; Конингс отмечает, что иконография «невидимой руки» обладала возможностями для управления через «регулятивную власть и семиотическую производительность» денег. Позднее капитализм Смита смешался с веберовской трудовой этикой протестантизма, деньги начали связывать с мирским духом бережливости и аскетизма (что не отменяло возможность экспансии). Следуя Максу Веберу и учитывая его интерпретацию Вальтером Беньямином, Конингс утверждает, что стремление к секуляризации в капитализме не отвергло сакральное, а трансформировало его, обожествив деньги. Иконические деньги в капитализме воспроизводят парадоксальный механизм властной абстракции, которая возникла в христианстве; однако теперь вера в неизмеримого бога заменяется верой (и эмоциональными инвестициями) в избавительную силу бесконечных спекуляций. Конингс отмечает, что чем больше иконические знаки подвергаются воздействию, тем большую семиотическую прочность, символическую и практическую власть они приобретают.
Деньги — иконический знак, абстрактное и одновременно конкретное отношение, которое требует перевода. Деньги — базовый принцип как раннего, так и современного капитализма и его основной иконический знак. Конингс подчёркивает сложность и парадоксальность иконической природы денег. Возникнув из долговых отношений для «переноса» смыслов, в капиталистической экономике деньги сохранили практическую способность к переводу и приобрели колоссальную метафорическую и аффективную власть. Деньги трудно определить, их можно постигнуть лишь интуитивно, но они воспринимаются как автономный источник социальной власти и контроля. Со времён Георга Зиммеля социологи отмечали свойство денег редуцировать любую вещь к общему знаменателю; деньги не имеют отношения к объективной стоимости, хотя считаются стандартизированной мерой стоимости, «великим уравнителем», который превращает различное в одинаковое, неизмеримое в измеримое, конкретное в абстрактное, частное в общее. Конингс отмечает, что люди преодолевают эту парадоксальную двойственность денег инстинктивно, без усилий, безболезненно. Являясь «пропуском» к различию, деньги вовлекают субъектов в постоянный процесс накопления. Они имеют собственный смысл и всё же метонимически обозначают финансовую систему и капитализм. Обладая «секулярным суверенитетом», деньги приобретают сакральную, религиозную ауру.
В качестве иконического знака деньги имеют множество значений, которые (как и эмоциональная ценность денег) постигаются непосредственно, без вербальной или контекстной информации, и затем перформативно реализуются акторами. Смысл денег субъект «просто получает». Конингс пишет, что иконический знак

получает всеобщее и немедленное признание, но его смысл имеет глубокий личный смысл, он адресуется особенностям и запутанным опосредованиям нашей жизни.
Власть денег зависит от сетей отношений, однако их воздействие «органично встроено в базовую структуру нашей личности и характера». Иконическая власть денег является перформативной:

Перформативная социальность характеризуется как сложной реляционностью и распространением множественных значений, так и высоким уровнем стабильности социального порядка, что скрепляется всесильными общественными означающими.
Тезис о перформативности следует модели речевой деятельности Джудит Батлер: перформативность ориентирована на взаимодействие, характеризуется изменчивостью и рефлексивностью, обладает свойствами цитирования и самореференции и имеет нормативную силу при наличии субъективного смысла и прагматической полезности. Перформативность приводит Конингса к теориям власти, концепциям Мишеля Фуко, Джорджо Агамбена (биовласть и биополитика) и Жиля Делёза, прежде всего к интерпретации и пересмотру Агамбеном двух линий анализа Фуко (аппараты и техники власти и техники субъективации и дисциплины), их синтез в концепции голой жизни; Конингс обращается к взглядам Делёза на контроль и задолженность.
Капитализм, в сущности, имеет биополитическую природу; в отличие от домодерных форм власти, капиталистическая власть в модерне ограничена институтами, но глубоко проникает в структуру субъективности, «становится частью нашей идентичности, характера и желаний, нашего базового представления о себе». Власть не подавляет или дисциплинирует, а действует на имманентном уровне как контроль; оперирует через различия, динамичные сети и глубокие эмоциональные связи, из которых неолиберальная правительственность в свою очередь черпает «горючее». Эти сети, с одной стороны, продуктивны, изменчивы и непредсказуемы, а с другой стороны, необратимы и каузальны. Задавая «главный вопрос», почему «после отрубания стольких королевских голов модерн породил более могущественные источники суверенной власти», Конингс заключает, что именно критика традиционных форм суверенитета позволила установить новые, более сильные формы власти в модерне.
С помощью семиотики денег Конингс по-новому интерпретирует марксову концепцию товарного фетишизма, отстаивая идею эмоциональной логики капитализма. Экономика, капитализм и деньги глубоко взаимосвязаны через аффективные и эмоциональные сети и дискурсы смыслов, желания и реализации. Экономику следует понимать с точки зрения травмирующей и избавительной силы иконического знака — денег. Конингс отмечает, что капиталистическая логика денег во всех смыслах проблематична, поскольку её «хрематистика» не согласуется с мечтами и надеждами на эмансипацию. Неустранимая эмоциональная привязанность к деньгам, их имманентная власть, проникающая в мораль и социальность, сочетаются с избавительным и даже иконоборческим духом капиталистической экономики. Этот парадокс был заметен уже в понятии невидимой руки и наиболее ярко проявился в неолиберализме, который отстаивал преданность экономическим знакам как главный способ обретения благой жизни.
Капитализм — это экономика эмоций, где торгуется аффективная стоимость, а не меновая или рыночная. Встроенные в капитализм индивиды не являются ни эмоционально опустошёнными, ни пассивными жертвами, они — активные, деятельные участники, движимые эмоциями и страстями, связанными с универсальным объектом желания — деньгами. «Бездушные» деньги не просто отвечают наиболее сильным эмоциональным потребностям, а предоставляют доступ к опыту, формируя привязанности к другим людям, местам, вещам, которые наполняются эмоциональной ценностью через их связь с деньгами. Иными словами, деньги служат источником аффективной энергии и эмоционально привязывают модерных субъектов к непосредственности опыта капитализма — это то, что упустили прогрессисты.

## Вторая часть: генеалогия американского прогрессивизма
После выработки теоретических аргументов Конингс обращается к американскому материалу, вторая половина книги посвящена истории американского прогрессивизма и экономической политики США, критике англо-американской разновидности капитализма. Столетняя временная перспектива включает возвышение и падение кейнсианского государства и возникновение неолиберального господствующего нарратива. Автор анализирует разные уровни и витки эволюции прогрессивной мысли, от прагматистов (Уильям Джеймс, Чарльз Сандерс Пирс, Джон Дьюи) до критических теоретиков (Эрих Фромм и Дэвид Рисмен). Как комментирует рецензент книги, социолог Дэвид М. Кутзик, интеллектуальная история помещается в динамичный контекст экономических институтов, практик, политики с целью показать читателю взаимосвязи экономики и эмоций, рассмотренных с точки зрения концепта денег как иконического знака. Один из центральных сюжетов — изменение теоретических представлений об универсальном капиталистическом субъекте. Если в период между Первой и Второй мировыми войнами прагматисты понимали его как активного гражданина, рационального и эмоционально здорового, то в 1950-е и 1960-е годы (Фромм и Рисмен) субъект превратился в пассивного, эмоционально травмированного и фрустрированного, поглощённого собой индивида.
Прогрессивизм, центральный для американской политической модели, не учитывал эмоциональную логику капитализма, эмоциональное содержание экономики — терапевтические, травмирующие, избавительные и даже теологические аспекты. Прогрессисты игнорировали эмоциональную привязанность к деньгам, веру в социальную роль кредитования, потребность в избавлении с помощью экономной, рационально организованной экономики. Прагматисты и другие ранние прогрессивные мыслители находились под впечатлением от экономического развития, от креативности и пластичности капиталистического общества и его способности устанавливать новые формы социальности, рефлексивности и смысла. Они считали, что сетевые аспекты современной жизни способствуют более социальной политике, а демократизация кредита была главным рецептом для социальных улучшений и гражданского участия. Однако, парадоксально, в основе Нового курса лежала технократическая философия и, в конечном счёте, элитизм (несмотря на отдельные прозрения, например, Чарльза Райта Миллса), поскольку подразумевала власть экспертов, принимающих решения ради блага обычного гражданина — потребителя и дисциплинированного заёмщика. Вплоть до краха модели Нового курса в 1970-е годы агентность постепенно переходила от общественности к элитам. Этот процесс отражался и в науке — экономике и социологии, где в послевоенный период утвердился структурный функционализм Толкотта Парсонса, вытеснивший радикальную демократию Дьюи и ставший символом технократического патернализма .
В 1970-е и 1980-е годы в условиях кризисов и противоречий (отсутствие роста реальных доходов, борьба американских «синих воротничков» за поддержание жизненных стандартов перед лицом краха профсоюзов, увольнений и пришествия рейганомики) модель управленческой экспертизы рухнула под натиском новых возможностей кредитования, в особенности широкого распространения возобновляемого кредита, который отражал общественные настроения и одновременно влиял на них. Если Новый курс исходил из возможности списывания долгов или хотя бы их погашения, то в неолиберализме, заключал Конингс, «возобновляемый кредит институционализировал возможность обретения американской мечты не через обещание погашения, а на основе бессрочного наказания».
Согласно Конингсу, вопреки веберианским воззрениям и желаниям прогрессистов, американский капитализм на рубеже XX—XXI веков изменился: продюсеризм (идеология общества производства) проиграл консьюмеризму. Для Конингса этот сдвиг «характеризуется полностью парадоксальной одновременностью централизации и децентрализации, социальной интеграции и индивидуализации», что создало новые свободы, но также дало их знакам и институтам «беспрецедентный суверенитет». В современном капитализме субъективности и способности Я конструируются через новые формы социальности. Связи между государством и финансовыми институтами усилились; новые формы финансовой деятельности, потребительского кредитования и мелких займов превратились в регулятивные механизмы и моральные артефакты государственного управления. Восхождение доллара не разрушило социальную жизнь, а скрепило её отношениями кредита / долга. Деньги превратились в функцию духовных качеств, что возложило ответственность за успех на себя.
В основе прогрессивизма лежал защитный нарциссизм (в психоаналитическом смысле), из-за которого прогрессисты считали народ эгоцентричным, не способным реализовать их проекты. Конингс пишет:

Новая конфигурация прогрессивной мысли узаконила тот самый нарциссизм, который она оплакивала: пока американцы увязли в консьюмеристском соревновании и воздерживались от вмешательства в политику, они были в высшей степени управляемы… Прогрессивный субъект страдал от беспокойства, которое никогда не мог преодолеть и постоянно обращался к тем же самым знакам и институтам, которые каждый раз его подводили.
Неолиберальная мысль, в отличие от прогрессистов, была «настроена на аффективный пафос капитализма» и потому получила подпитку в народном воображении, успешно используя эмоциональное беспокойство субъекта. Конингс пишет:

Дискурсивная сила неолиберализма коренилась в эмоциональных нуждах того социального «Я», которое сложилось к 1970-м годам: в отличие от дискурсов прогрессивизма, неолиберализм был синхронизирован с аффективной экономикой капиталистического субъекта.
В своих эмоциональных и этических аргументах и обещаниях неолибералы предлагали надежду и оптимизм, исполнение желаний и реализацию возможностей; использовали понятный людям язык денег, апеллировали к избавлению. Риторика неолиберализма обладала «моральной привлекательностью и эмоциональной важностью», с чем не могли соперничать прогрессисты, которые, стремясь дистанцироваться от денег, отдаляли себя от жизни обычных людей. Элитизм прогрессистов требовал внешнего морального воздействия на капиталистического субъекта, для его «излечения» от болезней консьюмеризма. Конингс использует выражение «дистантный морализм». В 1970-е годы американцы отвергли высокомерных самопровозглашённых экспертов и поддержали проект Рональда Рейгана, чьи популистские обещания большей свободы, ответственности и опоры на собственные силы обеспечивали самоидентификацию и уверенность. Неолиберализм всегда обещал изменения к лучшему, включая улучшения в самом человеке; девиз «сделай сам» выглядит намного более привлекательным, чем «мы сделаем это за тебя». Именно колебания между надеждой и разочарованием, а не индивидуализация, являются ключом к пониманию связи между капитализмом и аффектом. По выражению рецензента Филиппа Роско, Конингс наносит «бедной, потрёпанной поланьевской критике последний удар»: она

неспособна выявить отличительный дух, который скрывается внутри неолиберального видения, и возможности социальной сплочённости и политического управления, которые он открывает.
Рост финансовой индустрии и медиа копирует и укрепляет аффективное содержание иконографии денег. В качестве примера автор приводит телешоу Опры Уинфри, призванное показывать легитимность богатства и пропагандировать представление о том, что обладание деньгами отражает богатство духовное — трудолюбивый и экономный человек может критиковать и угнетать слабых и ленивых. Спин-офф шоу Уинфри «Доктор Фил» представляет, по Конингсу, суд над моральными (то есть финансовыми) травмами, задача которого — отделять достойных от недостойных.
Неолиберализм рассматривал кредитование как в сущности социальную технологию. Платёжеспособность является показателем гражданской добропорядочности. Будучи порождением денег, кредит становится иконическим знаком и производит практики, стандарты и способы коннективности, которые перформативно конституируют власть и символическое содержание денег; финансовые учреждения обещают избавление. Эта семиотическая и регулятивная механика, отмечает Конингс, способствует тому, что во время финансовых кризисов раздаются публичные призывы к очищению и расширению рыночного порядка. Люди осознают, что подлинная причина кризиса и сопутствующих проблем (сокращение рабочих мест, реальное уменьшение зарплат, ухудшение ситуации со здравоохранением и т. д.) — экономические структуры, однако обвиняют государственное финансирование; осознание обмана лишь усиливает веру в неолиберальный порядок и укрепляет иконическую власть денег. Люди приходят к выводу, что им нужно больше денег, игнорируя тот факт, что социальное распределение является эндемической проблемой. Деньги остаются наиболее доступным путём к избавлению. Конингс заключает:

Мы привязаны к деньгам, и самый доступный способ возвращения к нормальной жизни после кризиса — возврат к травмирующему иконическому знаку.
Конингс пытается объяснить притягательность политики жёсткой экономии, которая, как и доступные кредиты, стала частью нового республиканского порядка, хотя потребность в экономии возникла вследствие кризиса. Политика жёсткой экономии служит источником моральной силы и обещает избавление, с её помощью на земле «устанавливается» божественная экономика, «проводником» которой является мелкий фермер. Конингс указывает на консервативное Движение чаепития, которое стремится к жёсткой экономии и «восстановлению ранней, менее декадентской Америки, основанной на подлинных республиканских ценностях, где недостойных не балуют помощью, финансируемой за счёт налогов на трудолюбивых граждан». Конингс отмечает, что, несмотря на всю политическую власть, неолиберальный популизм трудно контролировать.

## Оценки
Книга в целом получила положительные отзывы от рецензентов, отметивших насыщенность работы концептуальным материалом, её убедительность, ясность и чёткость изложения. Помимо истории и политической экономии автор обратился к социологии, психологии, семиотике. Конингс использовал идеи Вебера, Соссюра, Пирса, Фуко, Лакана, Делёза, Батлер, Агамбена, Зелизер и Латура. Теоретическая «сборка» многим обязана акторно-сетевой теории Латура и концепции перформативности Батлер. По оценке исследователя политической экономии из Хельсинкского университета прикладных наук Метрополия Майкла Кини, оригинальный и нетрадиционный подход автора задействует широкий спектр литературы, что нечасто встречается в современной политической экономии. Рецензенты отметили, что исследование Конингса более полезно академическим учёным (в частности, исследователям, знакомым с социальной теорией капитализма, денег и семиотики ), чем левым интеллектуалам, политическим активистам или политикам; подход Конингса трудно воспринимать широкой публике. По оценке социолога, профессора Дрексельского университета Дэвида М. Кутзика, книга подходит читателям, разделяющим постструктуралистские взгляды, а не читателям-марксистам, поскольку для последних семиотический анализ денег хотя и представляет интерес, но не может в полной мере заменить проверенную временем комбинацию (ложное сознание, отчуждение и товарный фетишизм). По оценке экономиста, заслуженного профессора в отставке университета Сиднея Фрэнка Стилвелла, для исследователей политической экономии структуралистские и постструктуралистские подходы представляют во многом «неизведанную территорию», поэтому книга Конингса может быть трудной, но интересной для прочтения.
Д. Кутзик, отметив несомненный вклад книги в дискуссии о причинах эмоциональной привязанности к капиталистической культуре, резюмировал основной посыл автора: социальным теоретикам и исследователям культуры следует всерьёз задуматься об аффективных, эмоциональных и мотивационных аспектах при изучении процессов добровольного, активного участия в капитализме. В этом смысле книга не столько критикует поздний капитализм, сколько демонстрирует несовместимость рационального идеализированного взгляда Поланьи и противоречивого опыта современной жизни, который прогрессивная парадигма не может объяснить и считает иррациональным; в своей работе Конингс попытался преодолеть эту несовместимость. Специалист по экономической антропологии, исследователь из Лиссабонского университета Эрин Б. Тейлор отметил, что идеи о символических операциях и аффективной власти в капитализме не являются абсолютно новыми, но глубокий анализ Конингса придаёт им политическую значимость. Антрополог, профессор университета Вандербильта Эдвард Ф. Фишер, отмечая важность подхода автора для социальной теории, посчитал перспективным поиск баланса между политическим прагматизмом и эмоциональным очарованием рынка и денег. Социологи и антропологи исторически обращали внимание на негативные и разрушительные последствия денег и рынка для традиционного образа жизни, для маргинализированных народов. В свою очередь, отметил Фишер, взгляды социальных учёных трудно совместить с воззрениями экономистов и политиков, для которых деньги и свободный рынок являются главными способами достижения достойной жизни и которые не могут понять, что эти феномены вписаны в конкретные социальные и политические структуры и что «свободные» рыночные транзакции в реальности вовсе не такие свободные, как они думают. Согласно Конингсу, социальные учёные должны признать сложность и парадоксальность реальной экономической жизни, тот факт, что деньги и рыночные взаимодействия могут не только разрушать, но и укреплять социальные отношения. Автор книги полагает, что необходимо «устоять против соблазна преждевременных концептуальных решений»; недостаточно просто иметь в виду внеэкономические факторы, не говоря уже о некорректной экстернализации экономики. Следует

обратить внимание на конститутивно парадоксальный характер экономики и рассматривать её не просто как интеллектуальную проблему, которую нужно разрешать, а как ключ к опыту современной жизни.
Достоинством книги назывался синтез философских и социологических идей. В то же время экономист, преподаватель Сент-Эндрюсского университета Филипп Роско критически отметил, что в масштабном теоретическом синтезе Конингса многовековая история иконического знака — от восточных христианских церквей до Уолл Стрит — умещается в несколько страниц. Хотя такой подход не умаляет амбиций и познаний автора, он опасно приближается к большому и каузальному нарративу. По мнению Э. Тейлора, осталось неясным, можно ли применять подход автора вне капиталистического (аффект и иконические знаки как основа социальных и экономических отношений) и американского контекста. Автор не дал определение капитализма, что специалист по политической экономии и политической теории, преподаватель Флоридского международного университета Брайант Уильям Скулос объяснил постструктуралистскими требованиями антиэссенциализма и постфундаментализма и что, по его мнению, ослабило книгу. Не конкретизировано и понятие неолиберализма, который можно понимать как идеологию, политику или экономическую программу. Не прояснено соотношение капитализма и модерна, авторский анализ денег, по мнению Тейлора, некорректно колеблется между двумя измерениями. Модерн точно не сводится к капитализму, а иконическая власть денег очевидно существует вне капитализма. Эти вопросы, заключает Тейлор, требуют дальнейшего исследования. Э. Фишер назвал слабостью книги фактический материал и примеры, большая часть которых — анекдоты из телешоу Опры Уинфри (по Конингсу, «один из ключевых неолиберальных институтов в Америке»), «Доктор Фил» и др., которые явно упрощают взгляды даже обычных американцев. Б. У. Скулос упрекнул Конингса в слабом использовании марксизма, за исключением оригинальной интерпретации идей Беньямина и Фромма.
Согласно Э. Тейлору, тезисы книги подтверждаются многочисленными работами о частной жизни и аффекте в капитализме. Так, Вивиана Зелизер показала, как коммодификация проникает во все области повседневной жизни, хотя, согласно Конингсу, этот процесс не устраняет аффект; скорее, экономика и аффект переплетаются. Последняя мысль подтверждается эмпирическими исследованиями, которые опровергают представления о «количественной» сути капитализма (например, работы об этнографии Уолл Стрит, деньгах во Вьетнаме, задолженности в Великобритании и т. д.). Тем не менее в политике эти доказательства отвергаются — политические акторы не учитывают экономическую культуру, а обращаются к более простым нарративам. Д. Кутзик посчитал возможным использование концепции Конингса для эмпирических исследований в этнографии и экономической социологии — изучении различных классовых и статусных групп. Хотя автор ограничил свои теоретические выкладки Соединёнными Штатами, имея в виду их уникальность, его подход, по мнению М. Кини, вполне применим в сравнительной политэкономии — изучении региональных экономик (например, Японии), которые сталкиваются с глобализацией, поскольку американская культура и экономика в значительной степени глобальны. Политолог, преподаватель университета Огайо Николас Кирси поместил подход Конингса в русло исследований правительственности, возникших под влиянием идей позднего Фуко. Кирси отметил оригинальную трактовку субъективации, автору удалось показать сложность интериоризации норм и ценностей — этот процесс разворачивается в сетях социальных действий.
Как полагал Э. Фишер, наиболее убедительный и основательный тезис Конингса — объяснение, почему американцы поддерживают неолиберальные реформы, даже если они явно направлены против их интересов — апелляция к избавлению в риторике неолиберализма. По мнению Д. Кутзика, автору книги удалось содержательно проникнуть в глубины человеческой психологии, которая поддерживает капиталистическое статус-кво. Кутзик отметил анализ садомазохистских ритуалов заработка, накопления и потребления, формирующих травмирующие привязанности к деньгам, и роли этих ритуалов в моральной и эмоциональной поддержке неолиберального порядка. Другие авторы посчитали психоаналитические аргументы менее убедительными — необязательными (нарциссизм прогрессистов) или наиболее слабыми (нарциссизм как внутреннее психологическое состояние модерного субъекта).